# 东青镇
东青镇，是中华人民共和国四川省广元市苍溪县下辖的一个乡镇级行政单位。2020年5月，撤销禅林乡，将其所属行政区域划归东青镇管辖。东青镇玉京村、中心村、高峰村所属行政区域划为百利镇行政区域。

## 行政区划
东青镇下辖以下地区：
东青社区、寨山社区、东升村、东林村、东兴村、东明村、东光村、东红村、东台村、东阳村、东利村、东华村、东裕村、互利村、志愿村、天桥村、玉井村、中心村、高峰村、广福村、寨山村和东高村。